# Honda Shadow

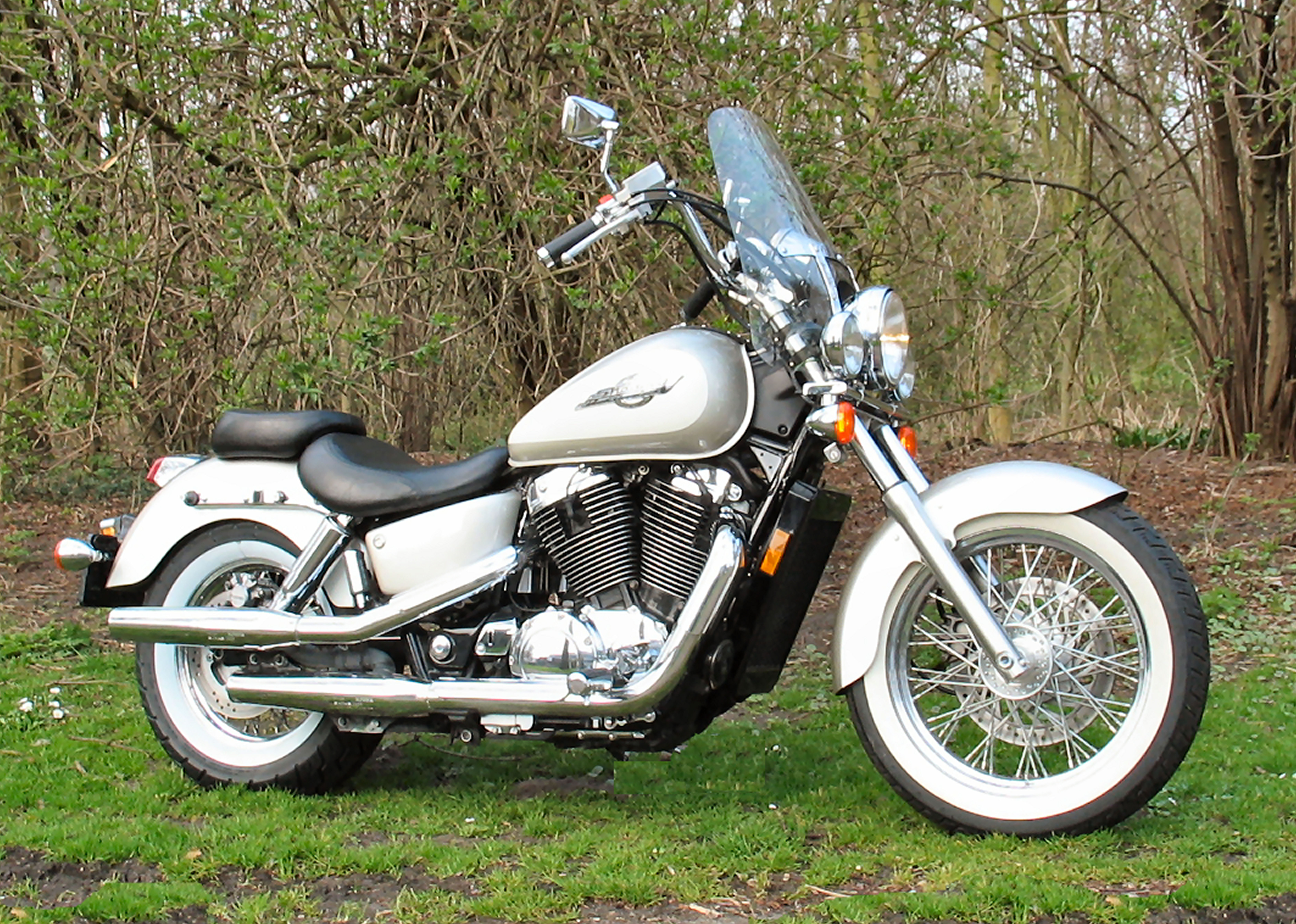
Honda Shadow VT1100ACE

Honda Shadow — сімейство мотоциклів в стилі круізер, що виготовляється японською компанією Honda з 1983 року. Сімейство Shadow включає мотоцикли V-подібним двигуном з рідинним охолодженням об'ємом від 125 до 1800 см3 з розташуванням циліндрів під кутом 52 градусів.

## Історія
У 1983 році Honda представила серію мотоциклів Shadow "VT500c" і "VT750c" в спробі задовольнити потреби американського ринку круізерах. Однак, через тарифні обмеження в США на імпортні японські мотоцикли об'ємом понад 750 см3, об'єм VT750c був знижений до 699 см3 в 1984 році і продавався як VT700c. У 1985 році тариф був скасований, і лінію незабаром розширено до 1100 см3 мотоцикл "VT1100c". VT750c був замінений на версію VT800c в 1988 році.
"VT600c" був запущений в 1989 році як новий Shadow початкового рівня компанії Honda. Сімейство мало змінилося до введення 750 см3 Honda Shadow Ace в 1997 році. У 2000 році Honda Shadow Sabre замінила VT1100cc в класі до 1100 см3, а в 2007 її замінила модель VTX1300 об'ємом 1300 см3. З 2011 року бренд Shadow був обмежений одним круізером об'ємом 750 см3 доступні в виконаннях Spirit, Aero, Phantom і RS. Всі інші моделі почали продаватись під назвою VTX або Rebel.

## Опис
Мотоцикли фірми Honda класу American Custom мають відмінну репутацію завдяки поєднанню комфорту, стилю, вражаючих характеристик і, в той же час, легкості керування мотоциклістами будь-якої комплекції, все це за адекватну ціну. Не надто великий і не надто маленький, Shadow і Shadow Spirit надають достатньої потужності для швидкого старту, що супроводжується заспокійливим звуком двигуна середнього обсягу типу V-twin. Гігантська потужність і блискуча швидкість - це, загалом, не найзначніші вимоги мотоциклістів в цьому сегменті. Замість цього, класичні мотоцикли мають призначення приносити справжню насолоду від поїздки по відкритій дорозі, коли спокійно сидиш, споглядаєш і відчуваєш себе на своєму місці. Їх потужність проявляє себе рішучо і без зусиль. Їх розмір, вага і пропорції ідеальні для широкого кола мотоциклістів, в тому числі для дівчат.
Мотоцикли цього сімейства призначені для перевезення водія і одного пасажира. При їзді з пасажиром можна відчути, що мотоцикл під час розгону і гальмування поводиться інакше. Але якщо ви правильно обслуговуєте мотоцикл, а шини і гальма знаходяться в гарному стані, ви можете безпечно перевозити вантаж, маса якого не перевищує заданих обмежень і при дотриманні певних рекомендацій. Однак, перевантаження або не збалансоване навантаження здатні істотно погіршити керованість, гальмування та стійкість мотоцикла. Аксесуари, виготовлені не компанією Honda, внесення неприпустимих змін у конструкцію мотоцикла, неналежне технічне обслуговування також знижають безпеку експлуатації мотоцикла. 

## Моделі
Honda Shadow VT500C. З'явився на ринку в 1983 році і став першим представником родини поряд зі своїм 750-кубовим побратимом. Випускався до 1986 року.
Honda Shadow VT750C. На ринку США випускався тільки один рік, після чого був замінений на модель з об'ємом двигуна 700 см. куб. На ринку Європи та Канади був представлений до 1986 року.
Honda Shadow VT700C. У 1984-му році у зв'язку з введенням великих мит на мотоцикли з об'ємом двигуна більше 700 см. куб., на американському ринку з'явилася ця модель. Випускався мотоцикл до 1987 року.
Honda NV400 Shadow Custom. Аналог VT500C із зменшеним об'ємом двигуна, випускався на японському ринку в 1984 і 1985 роках.
Honda Shadow VT1100C. Перший літровий мотоцикл сімейства. Випускався в 1985-1986 роках на території США. Візуально нагадує своїх побратимів меншої кубатури, оздоблений переднім дводисковим гальмом.
Honda Shadow VT1100C. Випускався з 1987 по 1990 рік. Незважаючи на збереження назви моделі, це зовсім інший мотоцикл. Новий двигун, нова рама, однодискове переднє гальмо, вихлопна система виведена тільки з правого боку, чотирьохсходова коробка передач. Це один з найкращих мотоциклів серії.
Honda Shadow VT800C. Замінила собою модель VT700C в 1988 році. Конструктивно це була модель VT750 з новим двигуном. Дата закінчення випуску відома тільки приблизно. Модель не була популярною і прожила на ринку всього кілька років.
Honda Shadow VT600C (VLX Shadow, Steed). Це знаменитий Honda Steed. Так мотоцикл називався на японському ринку, а на американському отримав назву VLX Shadow. Випускався з 1988 по 1989, потім з перервою в цілий рік знову випускався з 1991 по 2007 рік. Для японського ринку був також випущений 400-кубовий варіант. Мотоцикл Honda Steed - це предмет окремого культу.
Honda Shadow VT1100C. Після річної перерви, в 1992 році VT1100C повертається на ринок з новою, п'ятисходовою коробкою. З 1995 року модель VT1100C отримала назву Shadow Spirit. Дата закінчення випуску ймовірно 2007 рік.
Honda Shadow A.C.E. VT1100C2. Головна особливість цього мотоцикла - удушений двигун з підвищеним рівнем вібрації. Останнє було зроблено спеціально, за проханнями користувачів. A.C.E. розшифровується як American Classic Edition. Ще одна відмінна особливість - спицовані колеса і форма крил.
Honda Shadow A.C.E. Tourer. Випускався з 1997 по 1999 рік. Дизайн нагадує A.C.E., але в цілому це звичайний Spirit з кофрами і вітровим склом.
Honda Shadow Aero VT1100C3. Випускався з 1998 року, приблизно до 2008 року. Виконаний у стилі старих мотоциклів 50-х років, двигун від A.C.E.
Honda Shadow 400 Slasher. Початок виробництва в 1999 році, приблизно до 2007 року. Вважається дуже вдалим мотоциклом для новачків. Невелика вага, зручна і низька як у Shadow 1100 посадка.
Honda Shadow Sabre VT1100C2. Виготовлявся з 2000 до 2008 року. У 2004 році ланцюговий привід був замінений карданним. Незрозуміло чи були до 2004 року всі моделі з ланцюгами або ж тільки деякі з них. Мотоцикл продавався в США.
Honda VT750DC Black Widow. Виробництво почалося з 2000 по 2007 рік для європейського ринку.